# برنزهای بنین

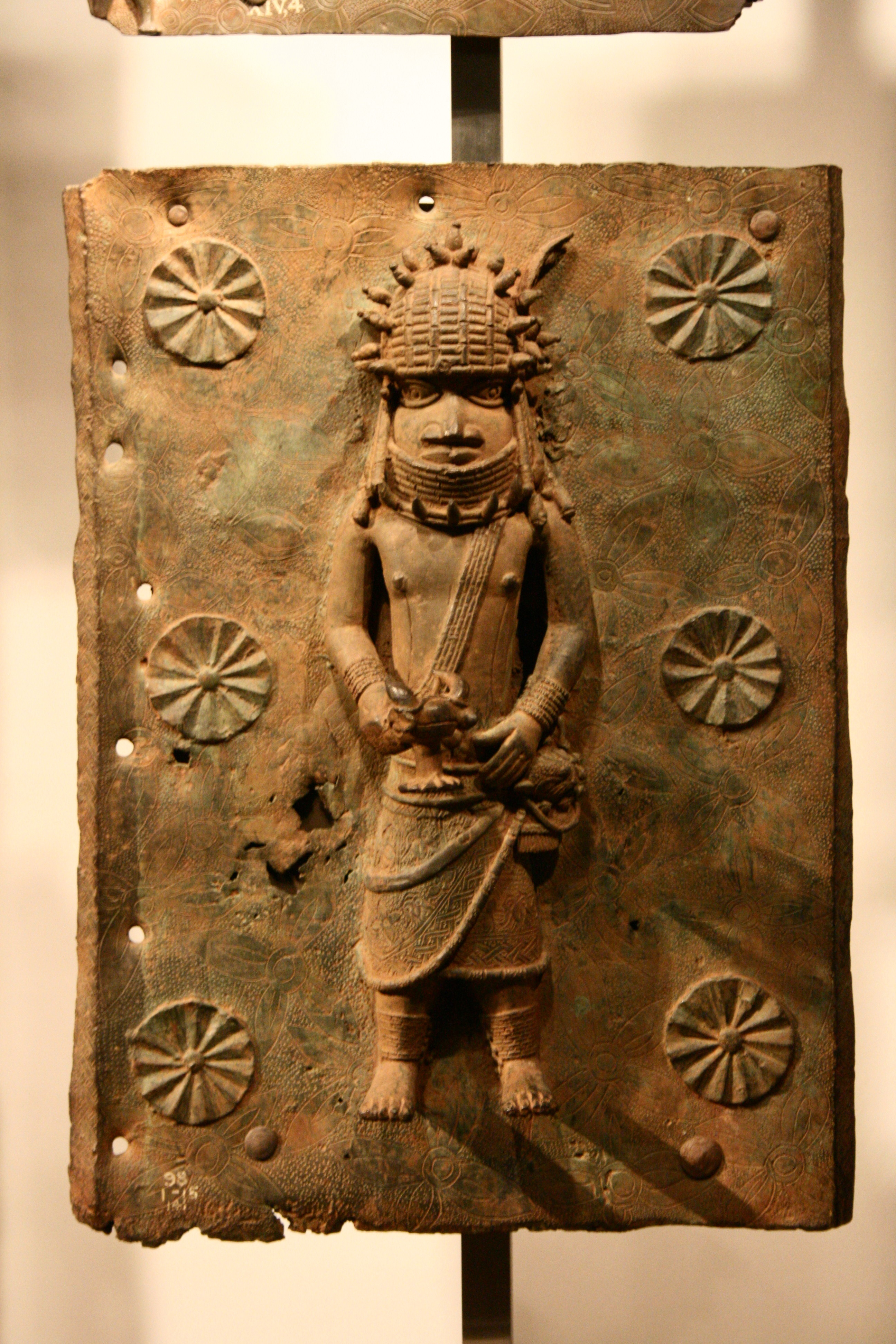
یک پلاک برنز برنز در موزه انگلیس به نمایش گذاشته شده‌است

برنزهای بنین گروهی بیش از هزار پلاک فلزی و مجسمه‌سازی هستند که کاخ سلطنتی پادشاهی بنین را در نیجریه امروزی تزئین کرده‌اند. این مجموعه از اشیاء بهترین نمونه‌های شناخته شده از هنر بنین را تشکیل می‌دهند، که از قرن سیزدهم به بعد توسط مردم Edo ایجاد شده‌است، که شامل مجسمه‌های دیگری از جنس برنج یا برنز، از جمله برخی از سرهای پرتره معروف و قطعات کوچکتر است.
در سال ۱۸۹۷ بسیاری از پلاک‌ها و اشیاء دیگر در جریان یک اعزام تنبیهی به این منطقه توسط نیروهای انگلیس غارت شدند زیرا کنترل امپراتوری در جنوب نیجریه تثبیت می‌شد. دویست قطعه از این آثار به موزه بریتانیا، لندن منتقل شد، و مابقی توسط سایر موزه‌های اروپایی خریداری شده‌اند.  امروز تعداد زیادی توسط موزه انگلیس به نمایش گذاشته می‌شود. سایر مجموعه‌های قابل توجه در آلمان و ایالات متحده آمریکا هستند.

## تکنیک

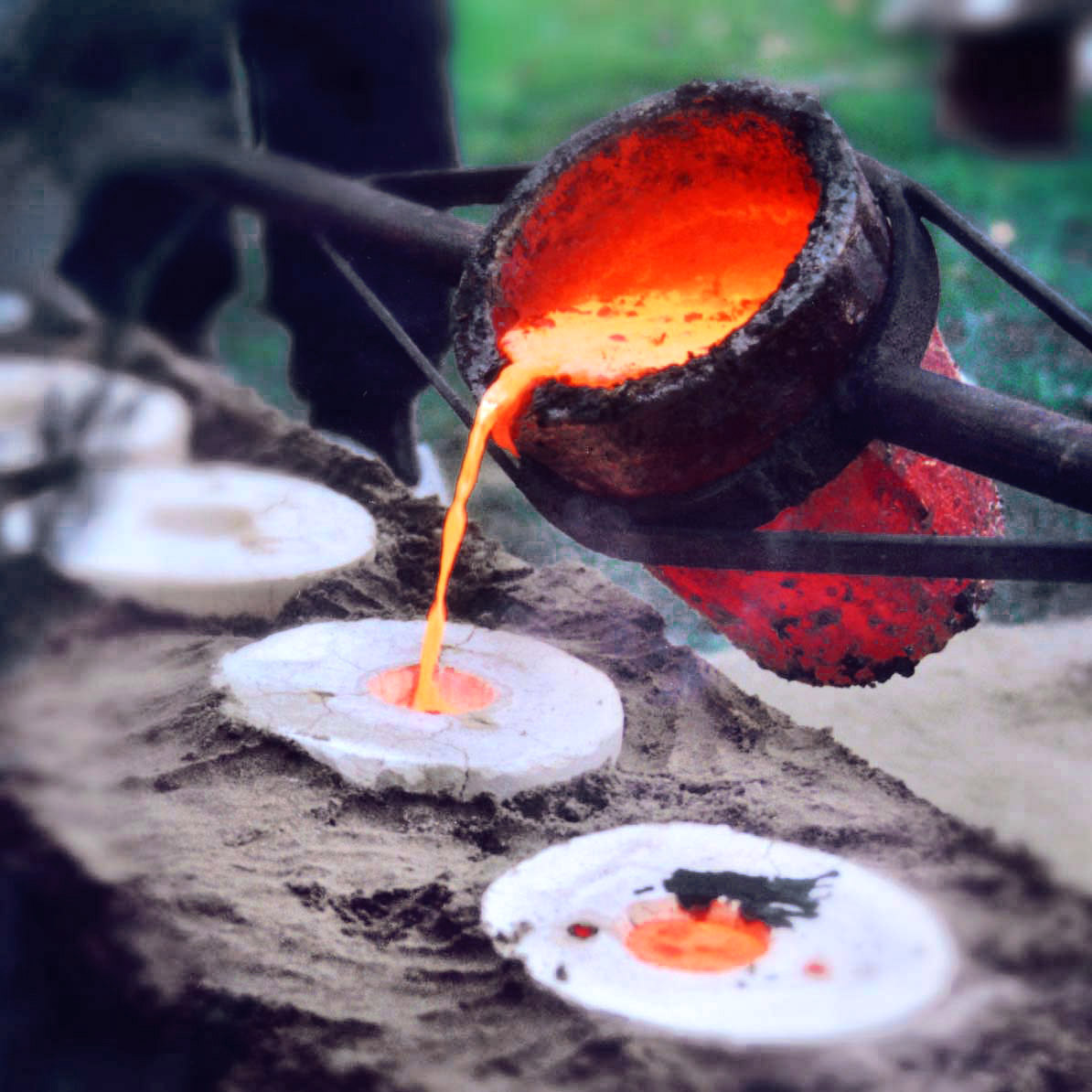
نمای مدرن از ریخته‌گری برنز با استفاده ریخته‌گری لاست واکس. فلز مذاب درون قالب ریخته می‌شود.

اگرچه این آثار به‌طور کلی برنزهای بنین نامیده می‌شوند، اما از مواد مختلفی ساخته شده‌اند. برخی از آنها از برنج ساخته شده‌است، که تجزیه و تحلیل متالورژی نشان داده‌است که آلیاژ مس، روی و سرب به نسبت‌های مختلف است.  برخی دیگر غیر فلزی، ساخته شده از چوب، سرامیک، عاج، چرم یا پارچه هستند. 